# Caspar von Zumbusch

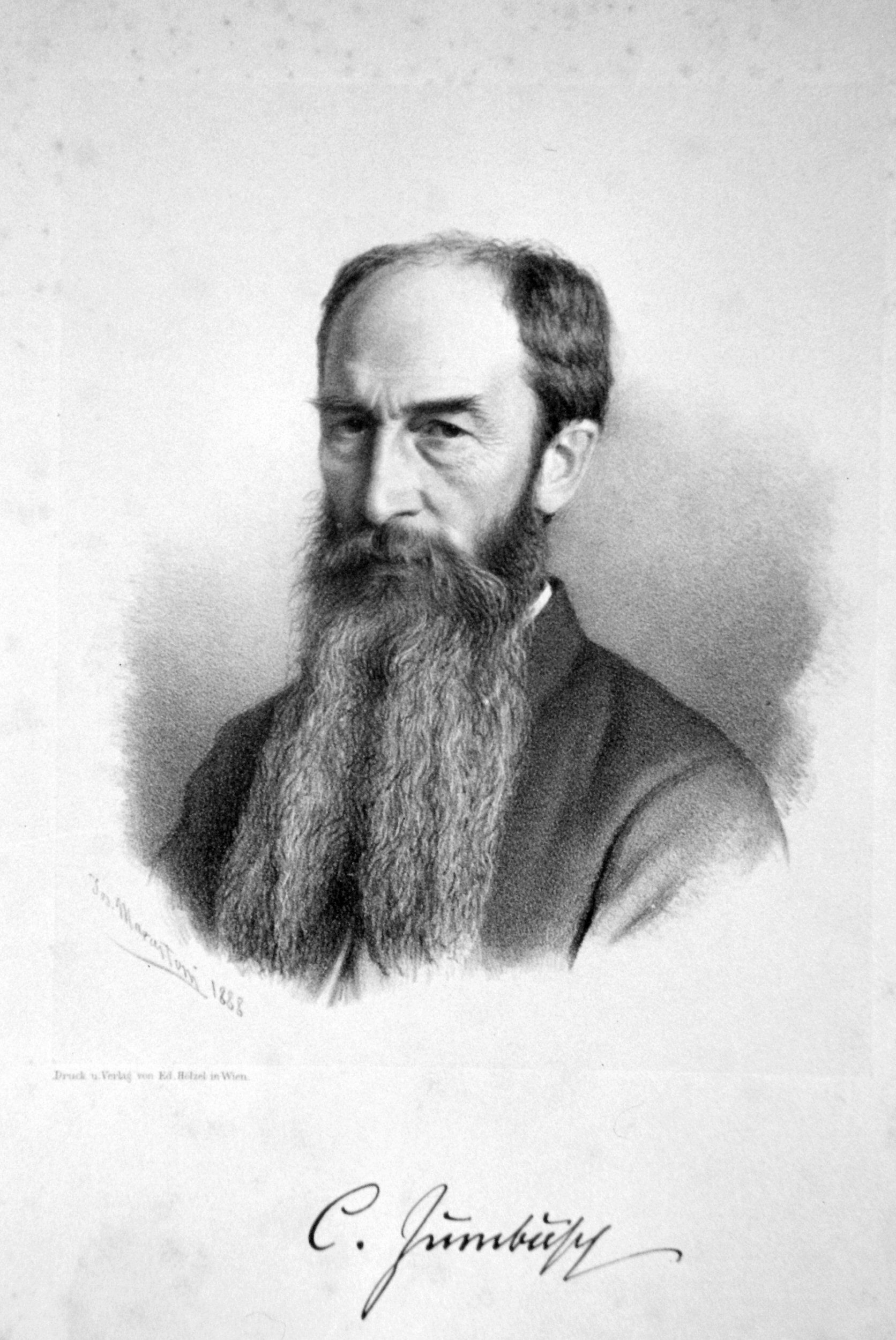
Caspar von Zumbusch, Lithographie von Josef Marastoni, 1888

Caspar Clemens Eduard Zumbusch, ab 1888 von Zumbusch, (* 23. November 1830 in Herzebrock; † 26. September 1915 in Rimsting) war ein deutscher Bildhauer. Er gilt als der wichtigste Bildhauer des Historismus in Bayern und Österreich.

## Leben
Zumbusch ging im Alter von 18 Jahren nach München, um an der Münchner Kunstakademie zu studieren. Als er die Aufnahmeprüfung nicht bestand, wechselte er an die Polytechnische Schule München und erlernte dort bei Johann von Halbig das Modellieren. Nach einer Studienreise nach Rom schuf er 1866–1872 das Maxmonument in der Münchener Maximilianstraße. Ab 1873 war er in Wien tätig. Seine Hauptwerke dort sind das Beethoven-Denkmal (1873–1880) und das Denkmal für Maria Theresia zwischen dem Naturhistorischen und dem Kunsthistorischen Museum (1888). Bei diesem Denkmal thront die Kaiserin oberhalb von Sockelfiguren ihrer Berater und Reiterstatuen ihrer Feldherren. Ebenfalls in Wien stehen seine Reiterstandbilder für die Feldherren Josef Radetzky von Radetz (1891) und Erzherzog Albrecht (1898–1899). Bedeutendstes Werk in seiner westfälischen Heimat ist das Kaiser-Wilhelm-I.-Standbild für das Kaiser-Wilhelm-Denkmal an der Porta Westfalica in Kupfertreibarbeit. Alle Arbeiten sind von deutlich idealisierender Darstellung gekennzeichnet.
Von 1873 bis zu seiner Emeritierung (1901) war Zumbusch Professor an der Akademie der Bildenden Künste Wien, wo er die Meisterklasse für höhere Bildhauerei leitete. Aus dieser gingen mehrere bekannte Absolventen hervor, u. a. Anton Břenek. Zumbusch bewohnte ab seiner Zeit an der Akademie das für ihn von Architekt Georg Niemann (1841–1912) Goldegggasse 1 in Wien-Wieden geplante (nicht mehr bestehende) Einfamilienhaus. Zumbusch wurde am 15. Februar 1888 in Wien mit der Verleihung des Eisernen Kronenordens III. Klasse in den österreichischen Ritterstand erhoben. Im Jahr 1899 wurde er zum Ehrenprofessor der Kunstakademie Dresden ernannt. Zumbusch war auch als Medailleur tätig und entwarf unter anderem eine 3-Mark-Silbermünze auf den Tod von Herzog Georg II. von Sachsen-Meiningen, die von Alois Börsch ausgeführt wurde. Schüler von Zumbusch waren die Bildhauer und Medailleure Alfonso Canciani, Josef Müllner Peter Rummel, Adolf Simatschek und Ede Telcs.
Im Jahr 1908 zog Zumbusch sich in den Chiemgau zurück, wo er um 1900 von dem Münchner Architekten Richard Riemerschmid ein ehemaliges Bauernhaus in Eßbaum hatte ausbauen lassen. Dieses Haus steht heute unter Denkmalschutz. Ebenfalls erhalten ist das Atelier in Aiterbach in der Art eines Gartenpavillons (Neurokoko). Er starb am 27. September 1915 im Alter von 84 Jahren in Rimsting. Er wurde in einem Ehrengrab auf dem Wiener Zentralfriedhof beigesetzt.

## Familie
Zumbusch heiratete am 4. Oktober 1860 in Altötting Antonie Vogl (* 18. Dezember 1838 in München; † 25. April 1917 ebenda), die Tochter des königlich bayerischen Oberst Ludwig Vogl und dessen Ehefrau Marie Vigl. Das Ehepaar Zumbusch hatte drei Töchter und zwei Söhne. Ihre Söhne Ludwig von Zumbusch und Julius Zumbusch waren ebenfalls Künstler. Ihr Sohn Leo von Zumbusch war Dermatologe.

## Ehrungen
Im Jahr 1956 wurde die Zumbuschgasse in Wien-Simmering nach ihm benannt. In seinem Heimatort Herzebrock trägt neben einer Straße auch ein Schulzentrum seinen Namen. In seinem Geburtshaus wurde 2011 das Caspar-Ritter-von-Zumbusch-Museum eröffnet. Seit 1980 vergibt die Caspar-Ritter-von-Zumbusch-Stiftung alle fünf Jahre den Caspar-Ritter-von-Zumbusch-Preis, einen Förderpreis für junge Künstler.

## Werke (Auswahl)

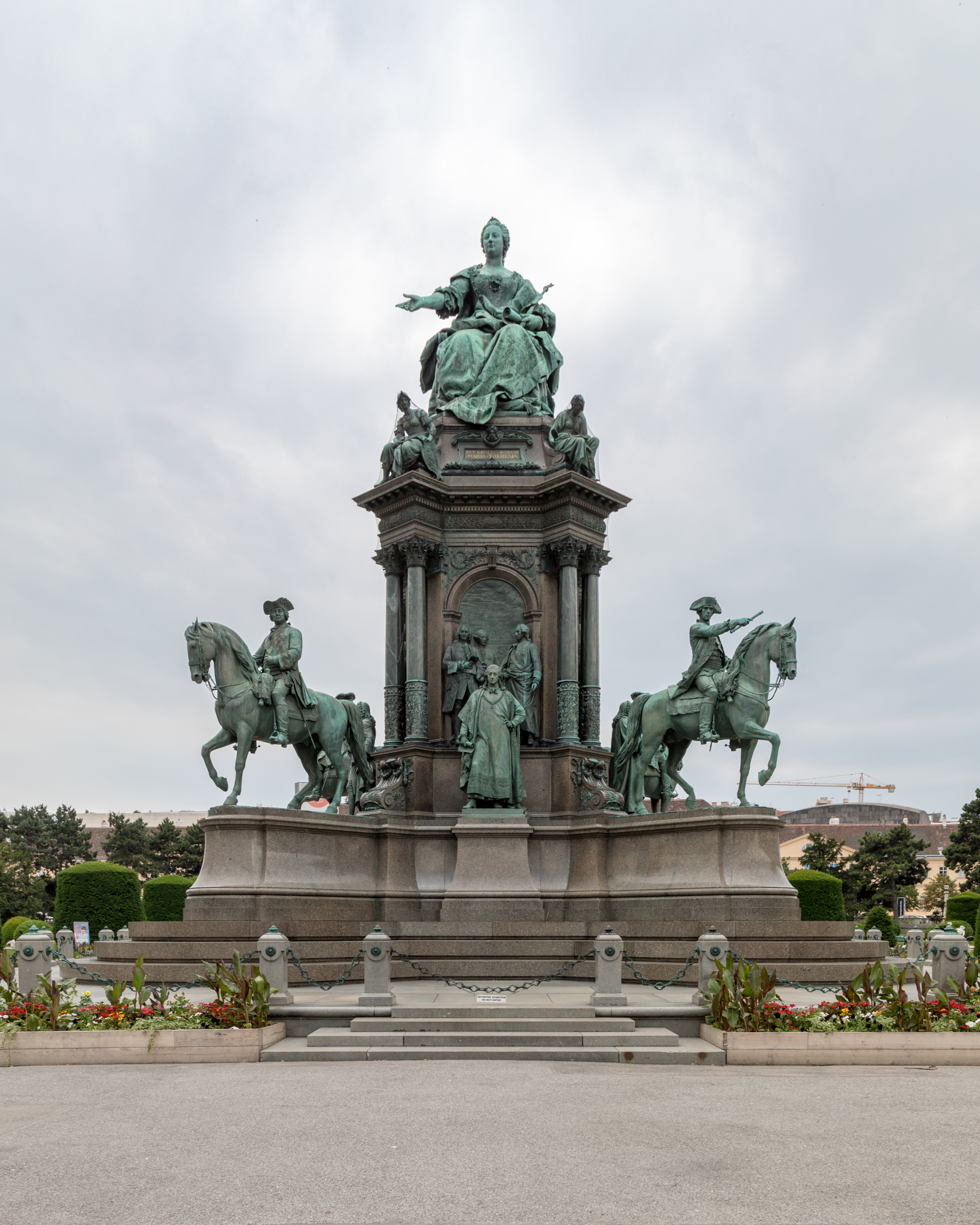
Das Maria-Theresien-Denkmal in Wien gilt als Zumbuschs Meisterwerk.

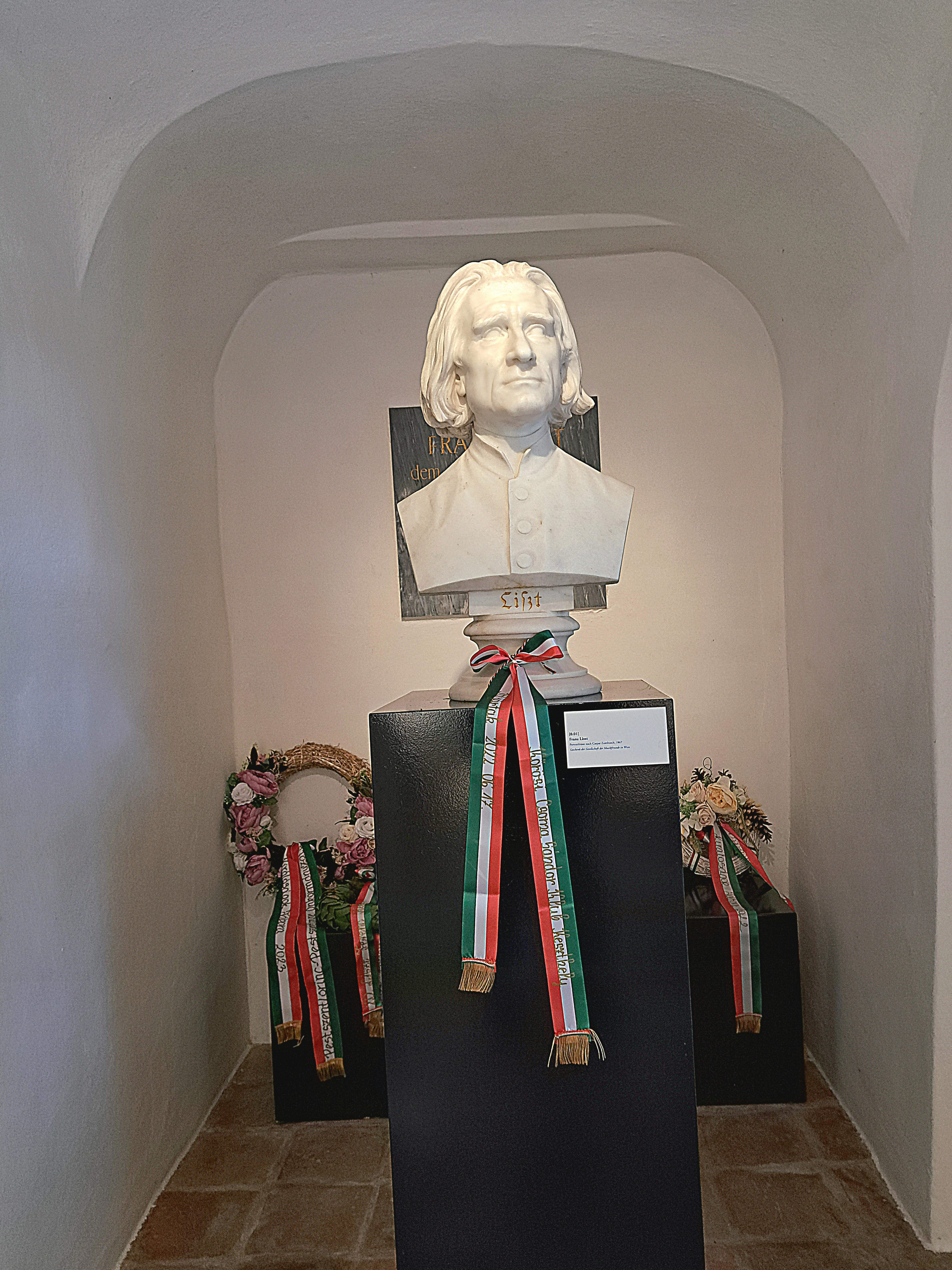
Portraitbüste 1867 Museum in Raiding

- Marmor-Büste Georg Egestorffs, 1857[8]
- Denkmal für Otto von Freising (1858)
- Mariensäule in Paderborn (1861)
- Denkmal für Benjamin Thompson Graf von Rumford in der Maximilianstraße in München (1866)
- Büste von Franz Liszt (1867) im Museum in Raiding
- Denkmal für Jakob Herz in Erlangen (1875, zerstört 1933)
- Beethoven-Denkmal auf dem Beethovenplatz in Wien (1880)
- Kolossalstatue des Kaisers Franz Joseph I. auf der Feststiege der Universität Wien (1883)
- Maria-Theresien-Denkmal auf dem Maria-Theresien-Platz (1888)
- Reiterstandbild für Feldmarschall Josef Wenzel Graf Radetzky von Radetz vor dem Kriegsministerium am Stubenring in Wien (von 1892 bis 1912 auf dem Platz Am Hof)
- Kaiser-Wilhelm-Denkmal an der Porta Westfalica (1892–1896)
- Reiterstandbild Erzherzog Albrecht auf der Albrechtsrampe in Wien (1899)
- Denkmal für Johann Lukas Schönlein (1793–1864) in Bamberg (1874)
- Maxmonument in München (1875)
- Siegesdenkmal in Augsburg (1876)
- Denkmal für Herzog Bernhard II. von Sachsen-Meiningen in Meiningen (1903, zerstört 1949)
- Büsten im Arkadenhof der Universität Wien: Anton Hye von Glunek, Adolf Mussafia, Julius Glaser, Leopold Hasner von Artha, Josef Unger, Ernst Ludwig, Leopold Schrötter von Kristelli (Basrelief), Rudolf von Eitelberger und Theodor Billroth
- Büste von Adolf von Wilbrandt an der nördlichen Feststiege im Burgtheater (um 1884)
- Bronzestatue Diana anlässlich der Ersten Internationalen Jagdausstellung Wien (1910)

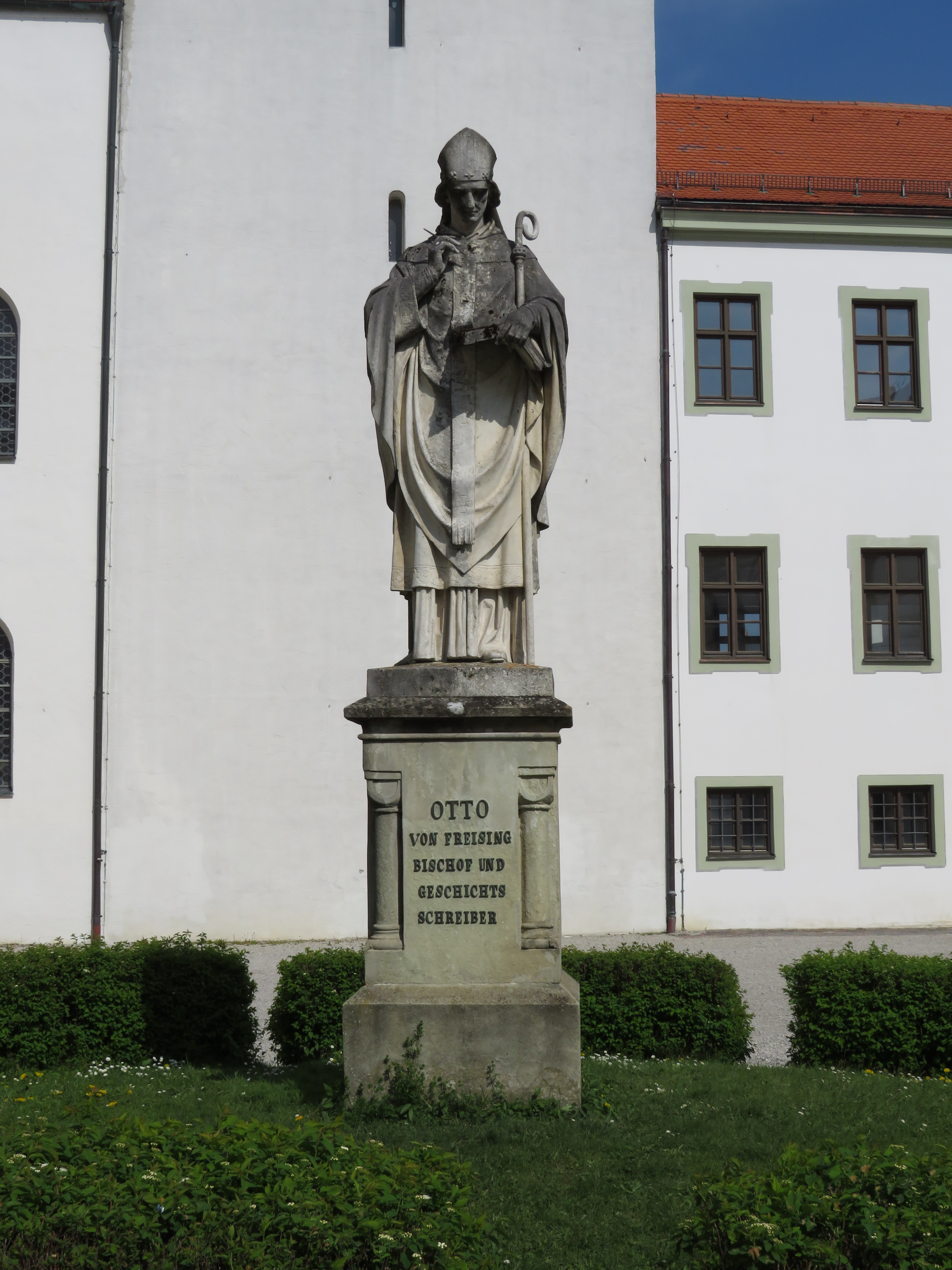
Otto-Denkmal Freising
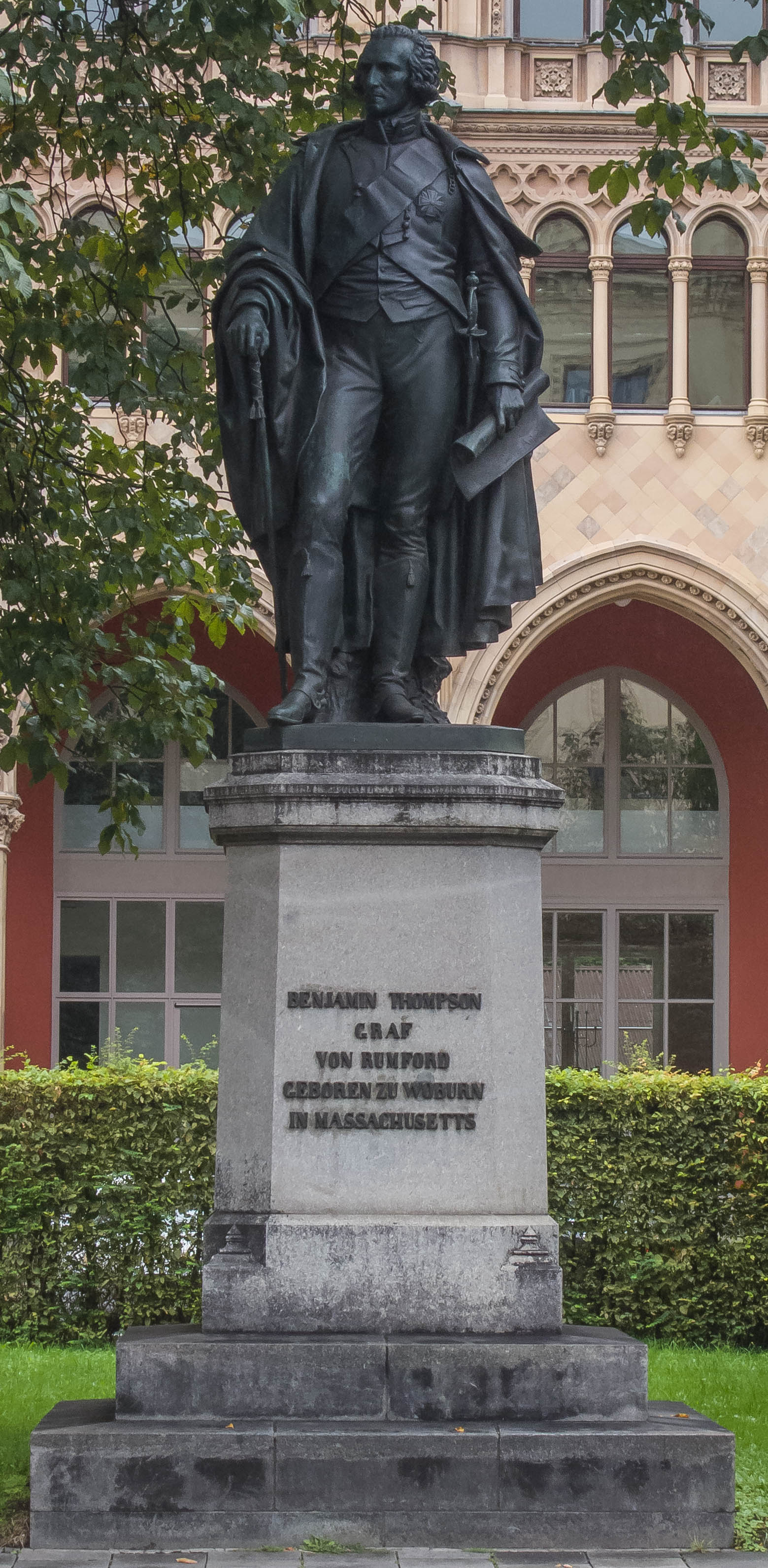
Rumford-Denkmal München
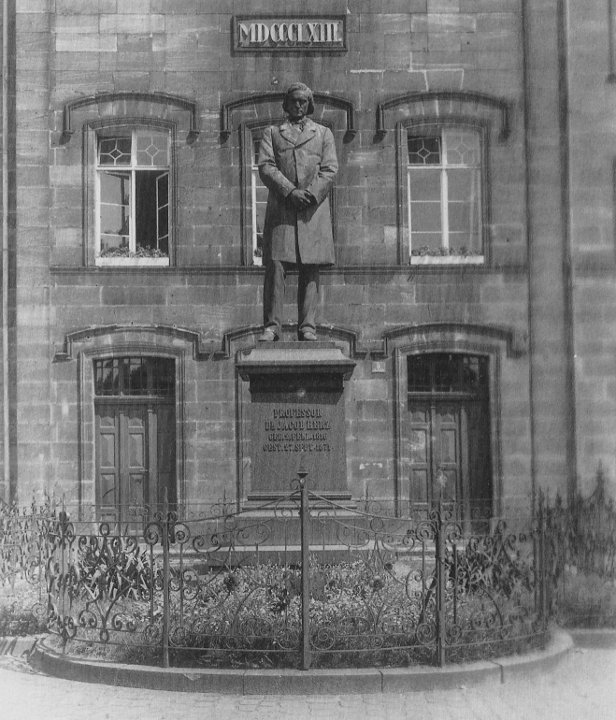
Herz-Denkmal Erlangen
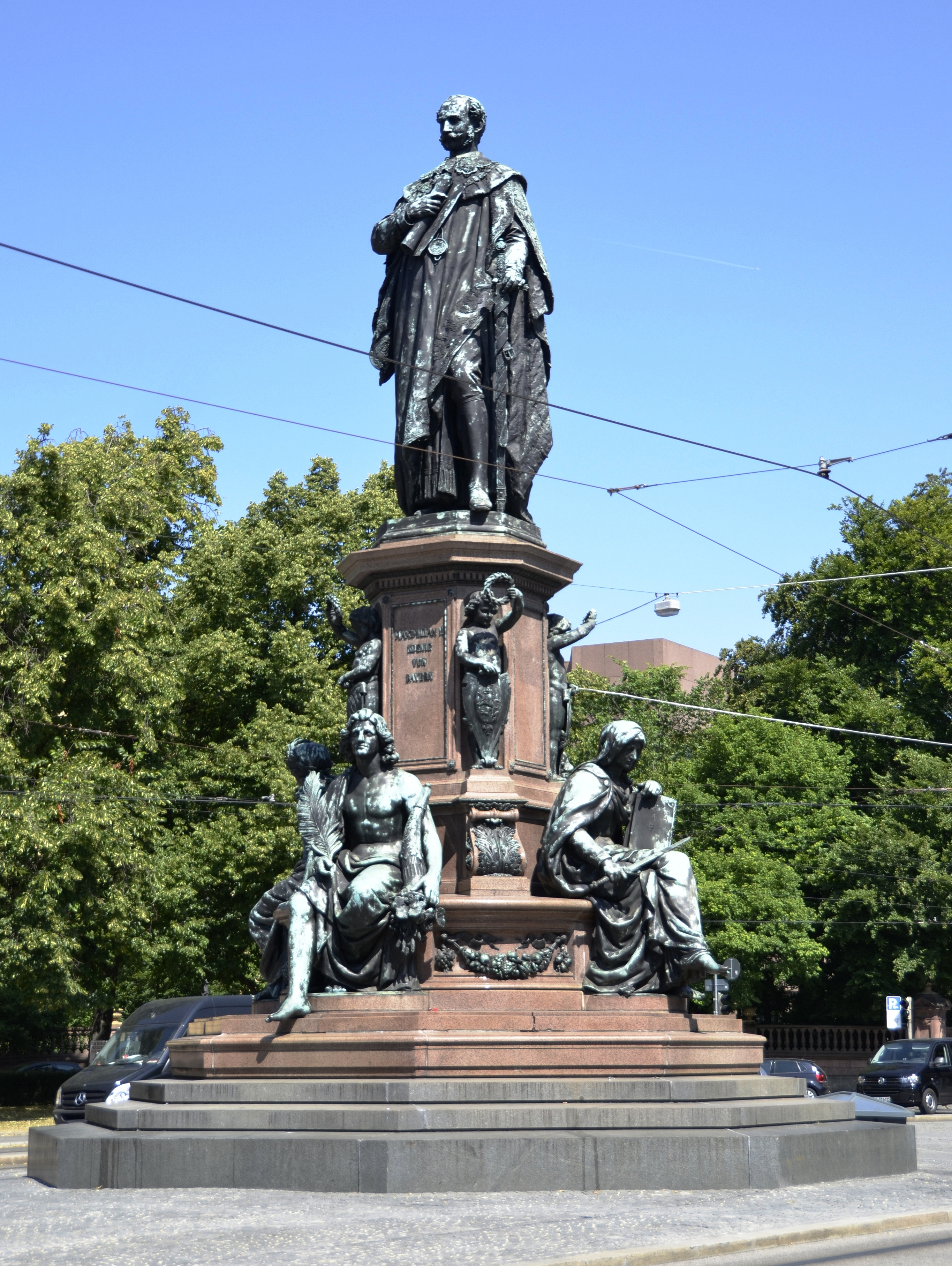
Maxmonument München
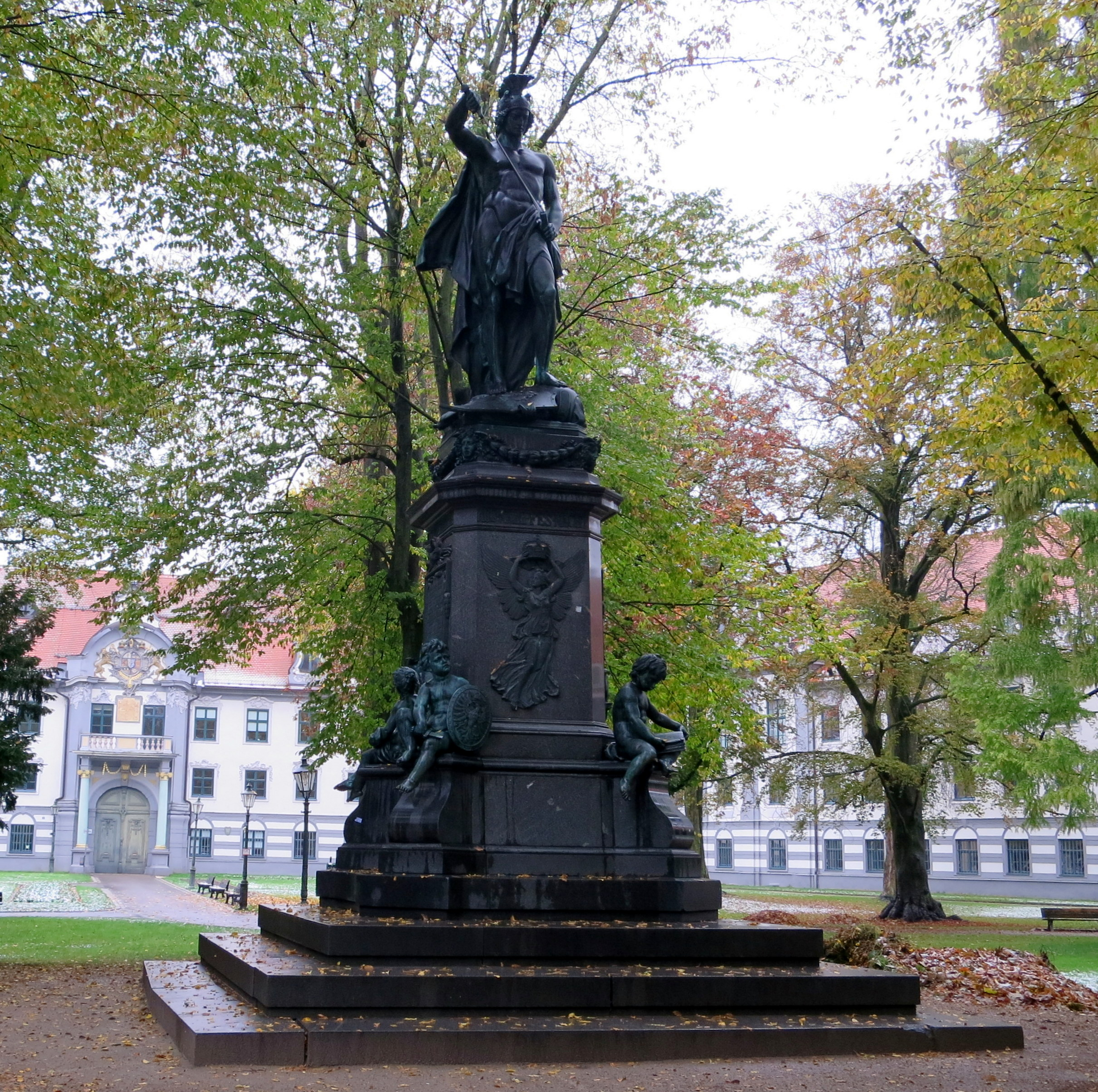
Friedensdenkmal Augsburg
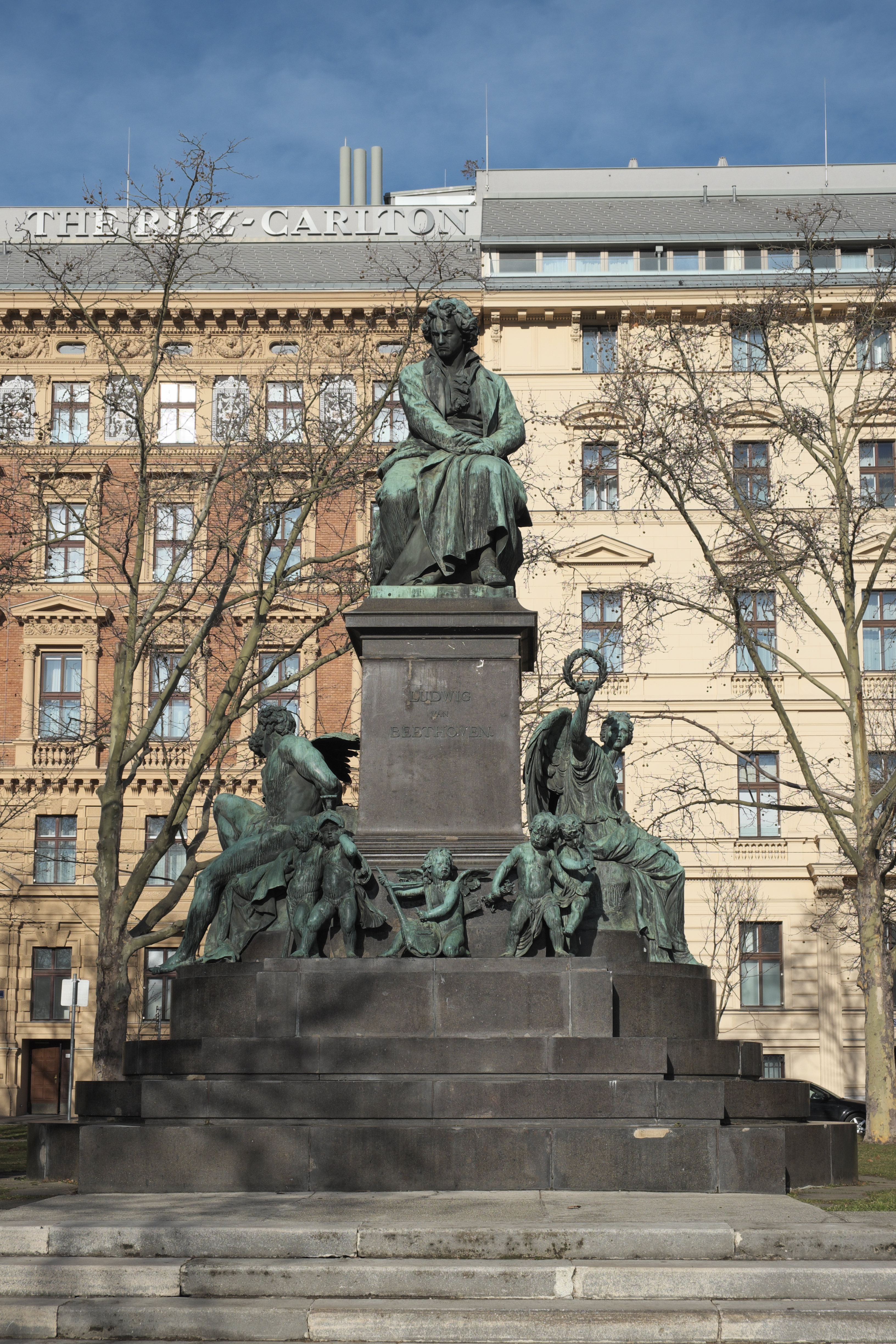
Beethoven-Denkmal Wien
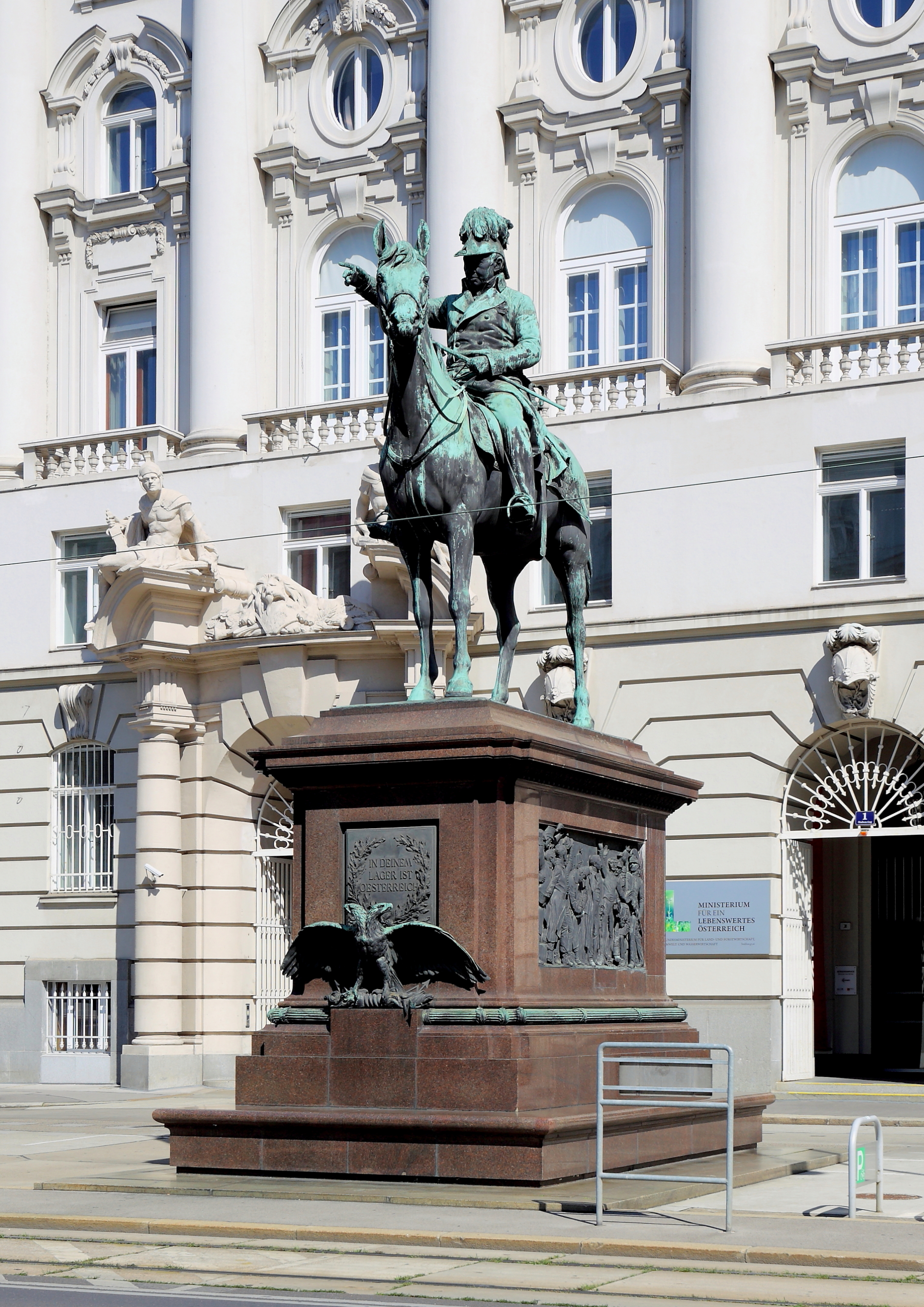
Radetzky-Denkmal Wien
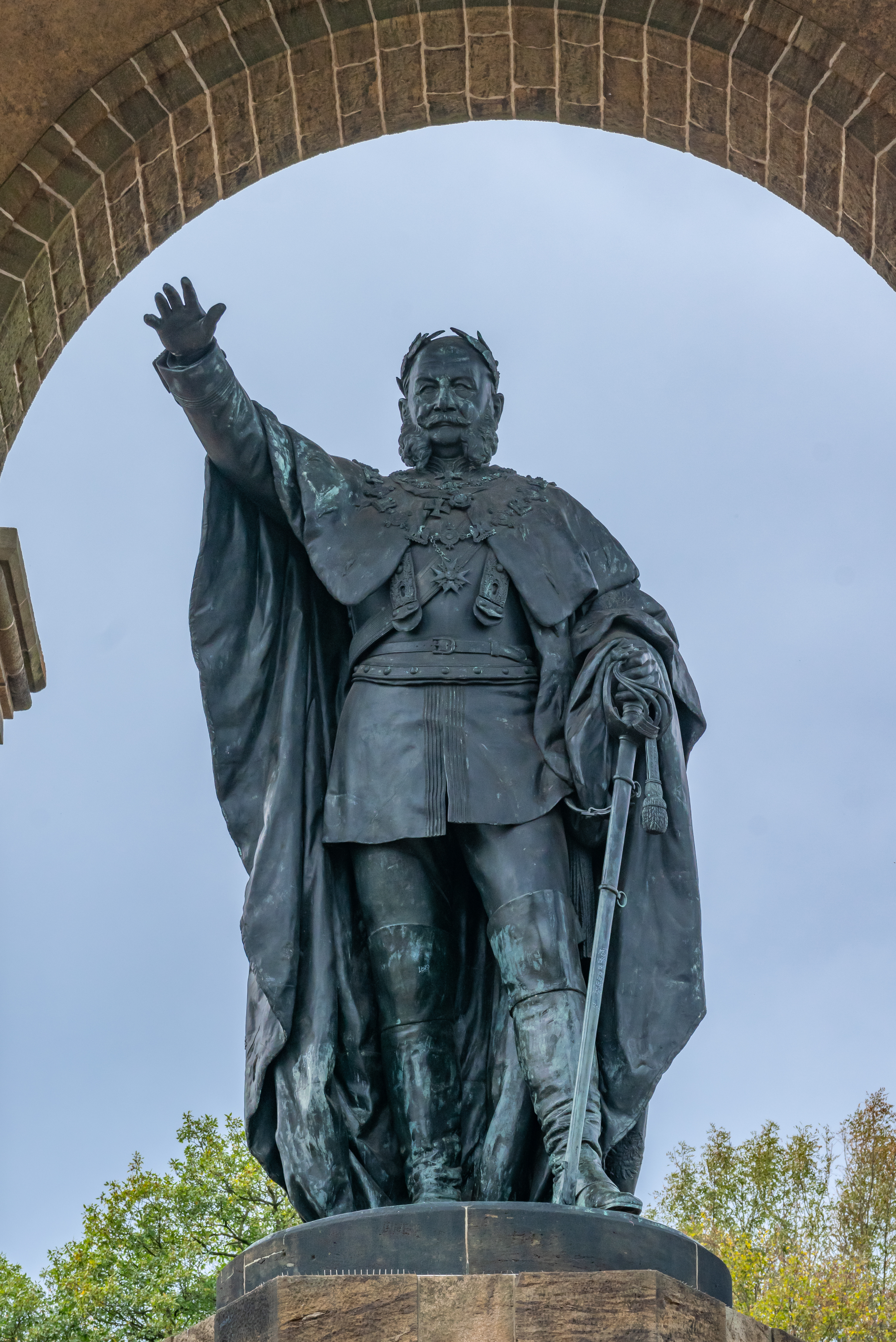
Kaiser-Wilhelm-Denkmal Porta Westfalica
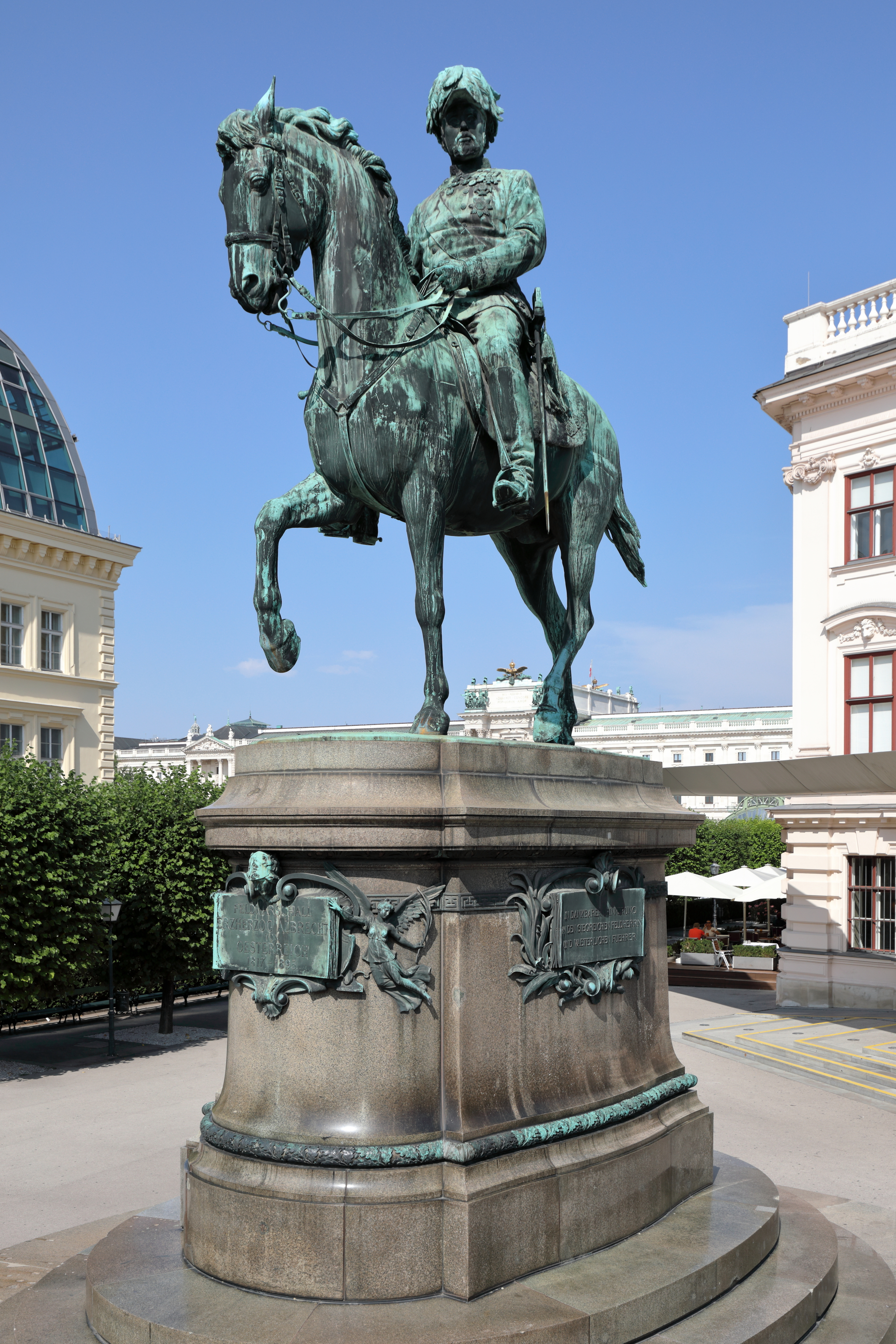
Erzherzog-Albrecht-Denkmal Wien